# Farhan Akhtar

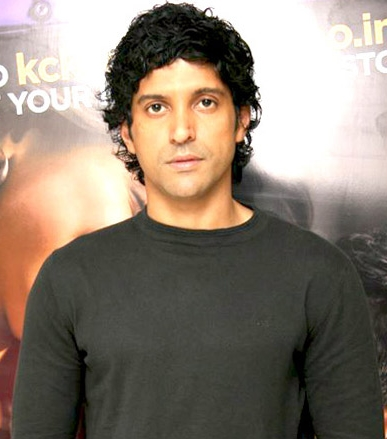
Farhan Akhtar

Farhan Akhtar (Urdu: فرہان اَختر; Hindi: फ़र्हन अख्तर; * 9. Januar 1974 in Bombay) ist ein indischer Schauspieler und Filmregisseur.

## Leben
Farhan Akhtar ist der Sohn des Drehbuchautors, Dichters und Lyrikers Javed Akhtar und der Drehbuchautorin Honey Irani. Er ist auch Enkel des Urdu-Dichter Jan Nisar Akhtar. Seine Stiefmutter ist die Schauspielerin Shabana Azmi.
Seine Schwester Zoya Akhtar ist ebenfalls Regisseurin.

### Karriere
Sein Regiedebüt gab Akhtar 2001 mit dem Dil Chahta Hai, einem Komödien-Drama mit Aamir Khan und Preity Zinta in den Hauptrollen. Der Film wurde sehr erfolgreich.
Das nächste Projekt Mut zur Entscheidung – Lakshya (2004) wurde zwar nicht zum Kassenschlager, brachte aber die Kritiker auf seine Seite.
2006 drehte er das Remake des Klassikers Don aus dem Jahr 1978 unter dem Namen Don – Das Spiel beginnt. Die damals mit Amitabh Bachchan besetzte Hauptrolle übernahm in der Neuverfilmung Shah Rukh Khan. 2011 schrieb Akhtar wieder das Drehbuch und führte Regie für die Fortsetzung Don – The King is back, in der Priyanka Chopra als Agentin besetzt wurde.

## Filmografie
als Regisseur
- 2001: Dil Chahta Hai
- 2004: Mut zur Entscheidung – Lakshya
- 2006: Don – Das Spiel beginnt
- 2007: Positive (Kurzfilm)
- 2011: Don – The King is back

als Produzent
- 2006: Honeymoon Travels Pvt. Ltd.
- 2007: Positive (Kurzfilm)
- 2008: Luck by Chance – Liebe, Glück und andere Zufälle
- 2008: Kismat Talkies
- 2011: Game
- 2011: Man lebt nur einmal – Zindagi Na Milegi Dobara
- 2012: Talaash: The Answer Lies Within
- 2013: Fukrey
- 2015: Dil Dhadakne Do – Ozean der Träume

als Schauspieler
- 2006: The Fakir of Venice
- 2008: Rock On!!!
- 2008: Luck by Chance – Liebe, Glück und andere Zufälle
- 2010: Karthik calling Karthik
- 2011: Man lebt nur einmal – Zindagi Na Milegi Dobara
- 2013: Bhaag Milkha Bhaag
- 2013: Bombay Talkies (Gastauftritt)
- 2014: Shaadi Ke Side Effects
- 2015: Dil Dhadakne Do
- 2022: Ms. Marvel (Fernsehserie, Episode 1x04)

als Autor
- 2001: Dil Chahta Hai
- 2006: Don – Das Spiel beginnt
- 2008: Kismat Talkies